# Liste des députés européens des Pays-Bas de la 6e législature
Cet article présente la liste des députés européens des Pays-Bas pour la période 2004-2009, élus lors des élections européennes de 2004 aux Pays-Bas.

## Députés européens élus en 2004
|        | Bas Belder                 | Parti politique réformé              | ID        |
|        | Max van den Berg           | Parti travailliste                   | PSE       |
|        | Thijs Berman               | Parti travailliste                   | PSE       |
|        | Hans Blokland              | Ligue politique réformée             | ID        |
|        | Emine Bozkurt              | Parti travailliste                   | PSE       |
|        | Paul van Buitenen          | Europe transparente                  | Verts/ALE |
|        | Kathalijne Buitenweg       | Gauche verte                         | Verts/ALE |
|        | Ieke van den Burg          | Parti travailliste                   | PSE       |
|        | Dorette Corbey             | Parti travailliste                   | PSE       |
|        | Bert Doorn                 | Appel chrétien-démocrate             | PPE-DE    |
|        | Camiel Eurlings            | Appel chrétien-démocrate             | PPE-DE    |
|        | Els de Groen-Kouwenhoven   | Europe transparente                  | Verts/ALE |
|        | Jeanine Hennis-Plasschaert | Parti populaire libéral et démocrate | ELDR      |
|        | Joost Lagendijk            | Gauche verte                         | Verts/ALE |
|        | Kartika Liotard            | Parti socialiste                     | GUE/NGL   |
|        | Albert Jan Maat            | Appel chrétien-démocrate             | PPE-DE    |
|        | Jules Maaten               | Parti populaire libéral et démocrate | ELDR      |
|        | Toine Manders              | Parti populaire libéral et démocrate | ELDR      |
|        | Maria Martens              | Appel chrétien-démocrate             | PPE-DE    |
|        | Edith Mastenbroek          | Parti travailliste                   | PSE       |
|        | Erik Meijer                | Parti socialiste                     | GUE/NGL   |
|        | Jan Mulder                 | Parti populaire libéral et démocrate | ELDR      |
|        | Lambert van Nistelrooij    | Appel chrétien-démocrate             | PPE-DE    |
|        | Ria Oomen-Ruijten          | Appel chrétien-démocrate             | PPE-DE    |
|        | Sophie in 't Veld          | Démocrates 66                        | ELDR      |
|        | Jan-Marinus Wiersma        | Parti travailliste                   | PSE       |
|        | Corien Wortmann-Kool       | Appel chrétien-démocrate             | PPE-DE    |
| Source |                            |                                      |           |

## Entrants/Sortants
| Entrant         | Parti | Groupe | En remplacement de | Date             | Motif                                       |
| --------------- | ----- | ------ | ------------------ | ---------------- | ------------------------------------------- |
| Joop Post       | CDA   | PPE-DE | Camiel Eurlings    | 1er mars 2007    | Nommé au Cabinet Balkenende IV              |
| Esther de Lange | CDA   | PPE-DE | Albert Jan Maat    | 12 avril 2007    |                                             |
| Lily Jacobs     | PvdA  | PSE    | Max van den Berg   | 4 septembre 2007 | Devenu Commissaire de la Reine de Groningue |
| Cornelis Visser | CDA   | PPE-DE | Joop Post          | 17 octobre 2007  |                                             |
| Jan Cremers     | PvdA  | PSE    | Edith Mastenbroek  | 30 avril 2008    | Pour raisons de santé                       |